# Жуковице (гмина)
Жуковице (пол. Żukowice) — сельская гмина (волость) в Польше, входит как административная единица в Глогувский повет, Нижнесилезское воеводство. Население — 3505 человек (на 2004 год).

## Демография
| Перепись                       | Всего   | Всего | Женщины | Женщины | Мужчины | Мужчины |
| ------------------------------ | ------- | ----- | ------- | ------- | ------- | ------- |
| Единицы                        | человек | %     | человек | %       | человек | %       |
| Население                      | 3505    | 100   | 1705    | 48,6    | 1800    | 51,4    |
| Плотность населения (чел./км²) | 51,5    | 51,5  | 25      | 25      | 26,4    | 26,4    |

## Сельские округа
1. Бжег-Глоговски
2. Буквица
3. Черна
4. Данковице
5. Добжеёвице
6. Доманёвице
7. Глиница
8. Камёна
9. Клода
10. Кромолин
11. Нелюбя
12. Слоне
13. Щепув
14. Заблоце
15. Жуковице
16. Гура-Свентей-Анны

## Соседние гмины
1. Гмина Бытом-Оджаньски
2. Гмина Гавожице
3. Гмина Глогув
4. Глогув
5. Гмина Ежманова
6. Гмина Котля
7. Гмина Седлиско